# Upstairs at Eric's
Albums de Yazoo
You and Me Both
(1983)
Singles
1. Only You
Sortie : 15 mars 1982
2. Don't Go
Sortie : 5 mai 1982
3. Situation
Sortie : juillet 1982 (Amérique du Nord)

Upstairs at Eric's est le premier album du groupe Yazoo sorti le 23 août 1982. On y trouve les plus gros tubes du groupe Don't Go, Situation et Only You.

## Liste des titres
| 1. | Don't Go                  | Vince Clarke | 3:08 |
| 2. | Too Pieces                | Vince Clarke | 3:14 |
| 3. | Bad Connection            | Vince Clarke | 3:20 |
| 4. | I Before E Except After C | Vince Clarke | 4:36 |
| 5. | Midnight                  | Alison Moyet | 4:22 |
| 6. | In My Room                | Vince Clarke | 3:52 |

| 1. | Only You                        | Vince Clarke | 3:14 |
| 2. | Goodbye Seventies               | Alison Moyet | 2:35 |
| 3. | Tuesday                         | Vince Clarke | 3:22 |
| 4. | Winter Kills                    | Alison Moyet | 4:06 |
| 5. | Bring Your Love Down (Didn't I) | Alison Moyet | 4:40 |

- Sur l'édition nord américaine, Tuesday est remplacé par Situation (chanson figurant à l'origine en face B du single Only You) en version longue remixée par François Kevorkian[1].
- La réédition au format CD en 1986 reprend la même liste que ci-dessus plus les versions longues de Situation et de The Other Side of Love, chanson sortie en single après l'album en novembre 1982[2].

## Classements hebdomadaires
| Classement (1982-1983)         | Meilleure position |
| ------------------------------ | ------------------ |
| Allemagne (Media Control AG)   | 14                 |
| Australie (ARIA)               | 10                 |
| Canada (Canadian Albums Chart) | 49                 |
| États-Unis (Billboard 200)     | 92                 |
| Nouvelle-Zélande (RIANZ)       | 9                  |
| Pays-Bas (Mega Album Top 100)  | 9                  |
| Royaume-Uni (UK Albums Chart)  | 2                  |
| Suède (Sverigetopplistan)      | 11                 |

## Certifications
| Pays              | Certification |
| ----------------- | ------------- |
| Royaume-Uni (BPI) | Platine       |
| États-Unis (RIAA) | Platine       |